# Kedungsegog
Kedungsegog is een bestuurslaag in het regentschap Batang van de provincie Midden-Java, Indonesië. Kedungsegog telt 2088 inwoners (volkstelling 2010).